# José Rafael Molina Ureña
José Rafael Molina Ureña (31 de enero de 1921- 22 de mayo de 2000) fue un abogado y político dominicano.

## Presidencia provisional - constitucionalista
Fue presidente de la Asamblea Constituyente en 1963; presidente de la Cámara de Diputados; presidente constitucional interino de la República (durante horas), como consecuencia de la guerra civil que se produjo en 1965.
Molina Ureña era el presidente de la Cámara de Diputados y, de acuerdo con la Constitución de 1963, en el orden de sucesión presidencial, en ausencia del Presidente, del Vicepresidente y del Presidente del Senado, le correspondía la Presidencia de la República al Presidente de la Cámara de Diputados. El presidente del Senado, Juan Casanovas Garrido, había sido elegido en sesión clandestina del Congreso Nacional, como Presidente de la República, como parte de un plan conspirativo para restaurar la constitucionalidad en el país, plan que fue abortado por el gobierno del Triunvirato.
Molina Ureña aceptó la Presidencia del país con el estallido de la Revuelta Constitucionalista por su condición de presidente de la Asamblea Constituyente de 1963 y permaneció tres días en el Palacio intentando lograr un acuerdo que garantizara el retorno de Juan Bosch al poder. Ocupó la sede del gobierno el 25 de abril de 1965 como "presidente provisional" constitucionalista y, tras un proceso de negociaciones para impedir derramamientos de sangre durante la guerra civil, decidió asilarse en la embajada de Colombia, debido a la frustración ante la intervención militar norteamericana, a la inflexibilidad de los militares golpistas de San Isidro y las diferencias internas en el propio movimiento rebelde constitucionalista. Fue sustituido por el Congreso de la República, que nombró al Coronel Francisco Alberto Caamaño Deñó.
Fue embajador ante la Organización de las Naciones Unidas de 1966 a 1968, y en París de 1968 a 1971. 
- Datos: Q436484